# Carlos de la Mota (acteur)
Carlos de la Mota (né le 19 octobre 1975 à La Vega) est un acteur, architecte et chanteur dominicain.

## Biographie

### Enfance
Carlos de la Mota est né à La Vega, appelée «la Cité olympique», au Nord de la République dominicaine. Durant les premières années de sa vie, il vit dans la ville de New York (États-Unis) et par la suite dans la ville de Saint-Domingue (capitale de la République dominicaine). Depuis cette période, il maîtrise la langue anglaise de façon courante et nuancée. Durant son enfance et son adolescence, il se fait remarquer pour son adresse au baseball et pour ses compétences en mathématiques. 

### Carrière universitaire
À Santiago de los Caballeros (République dominicaine), à 23 ans à peine, il obtient un diplôme d'architecture à l'université pontificale, «Pontificia Universidad Católica Madre y Maestra». Il commence à exercer immédiatement cette profession d'architecte (en travaillant dans une institution gouvernementale) et il s'y consacre exclusivement pendant quelques années. Après avoir travaillé pour le gouvernement dominicain comme architecte, il se rend à Mexico où il décide d'entamer une carrière d'acteur sans cesser d'exercer l'architecture.

## Carrière
À l'âge de 26 ans, à Mexico il obtient un diplôme au Centro de Educación Artística (CEA) (centre d'éducation artistique) de Televisa. 
En 2003, il fait ses débuts d'acteur en se produisant pour la première fois devant les caméras dans la télénovela pour les adolescents, Clase 406. La même année, il joue dans le film Sangre de Cuba qui est une coproduction dominicaine, allemande et américaine. 
Il acquiert de l'expérience au théâtre en débutant en tant que protagoniste principal dans la comédie musicale Grease en interprétant le rebelle Danny Zuko. Il participe aussi à d'autres productions théâtrales comme Dirty dancing, entre autres. De plus, il est animateur et présentateur d'émissions de variétés et d'évènements télévisés aussi bien en République dominicaine qu'au Mexique. 
En 2005, il prend part au court métrage Yo también te quiero qui est dirigé par le cinéaste mexicain Jack Zagha. Ce court métrage gagne le Coral au Festival international du nouveau cinéma latino-américain de La Havane (Festival Internacional del Nuevo Cine Latinoamericano de La Habana) à Cuba. Il fait partie de la sélection officielle au «Festival Internacional de Cine de Róterdam» (Festival international de cinéma de Rotterdam) en Europe. La même année, il interprète Germán Garza dans la telenovela américano-mexicaine Cœur brisé. Cette telenovela est coproduite par Argos Comunicación et Telemundo. 
En 2006, il travaille comme protagoniste dans différents épisodes de la série latine Decisiones, entre autres : Visa de compromiso, Una apuesta especial et Pasiones fingidas, diffusés sur les chaînes de Telemundo aux États-Unis. Cette série est une coproduction colombienne, mexicaine, portoricaine et américaine. La même année, il fait une participation spéciale dans la telenovela La fea más bella et joue dans le film mexicain Cansada de besar sapos, aux côtés d'Ana Serradilla. Rapidement, ce film reçoit de bonnes critiques par les différents media. Il est considéré comme une des meilleures comédies contemporaines réalisées à Mexico.
Du 31 octobre au 10 décembre 2016, à Alméria en Espagne, Carlos de la Mota enregistre le long métrage Jesús de Nazareth produit par José Manuel Brandariz et dirigé par Rafael Lara où il incarne El centurión aux côtés de Julián Gil qui tient le rôle-titre.

## Filmographie

### Films
- 2003 : Sangre de Cuba
- 2003 : Sala de crisis
- 2005 : Yo también te quiero
- 2006 : Cansada de besar sapos
- 2014 : Buruobu Duel
- 2016 : Loki 7 : Dimitri Ivanov

### Telenovelas
- 2003 : Clase 406
- 2003 : Las vias del amor
- 2003-2004 : Mariana de la noche
- 2004 : Amar otra vez
- 2005 : Piel de otoño
- 2005 : La madrastra
- 2005-2006 : Cœur brisé (Corazón partido)
- 2006-2007 : La plus belle des laides (La fea más bella)
- 2007 : Destilando amor
- 2008 : Las tontas no van al cielo
- 2008-2009 : Mañana es para siempre
- 2010-2011 : Cuando me enamoro
- 2012 : Por ella soy Eva
- 2013 : Corazón indomable
- 2013-2014 : Lo que la vida me robó
- 2014-2015 : Hasta el fin del mundo : Esteban Arauz[6]
- 2016 : Tres veces Ana : Valentín